# Бахр-Дар
Ба́хр-Дар (амх. ባሕር-ዳር, «Морський берег») — місто на північному заході Ефіопії. Знаходиться на узбережжі озера Тана, біля витоку річки Аббай (Блакитний Ніл). Населення — 390,43 тис. осіб (станом на 2015 рік).

## Клімат
Місто знаходиться у зоні, котра характеризується кліматом тропічних саван. Найтепліший місяць — березень із середньою температурою 20 °C (62 °F). Найхолодніший місяць — січень, із середньою температурою 15 °С (59 °F).
| Клімат Бахр-Дара        | Клімат Бахр-Дара | Клімат Бахр-Дара | Клімат Бахр-Дара | Клімат Бахр-Дара | Клімат Бахр-Дара | Клімат Бахр-Дара | Клімат Бахр-Дара | Клімат Бахр-Дара | Клімат Бахр-Дара | Клімат Бахр-Дара | Клімат Бахр-Дара | Клімат Бахр-Дара | Клімат Бахр-Дара |
| Показник                | Січ.             | Лют.             | Бер.             | Квіт.            | Трав.            | Черв.            | Лип.             | Серп.            | Вер.             | Жовт.            | Лист.            | Груд.            | Рік              |
| Середня температура, °C | 15               | 17               | 20               | 20               | 20               | 19               | 17               | 17               | 17               | 18               | 17               | 15               | 17               |
| Норма опадів, мм        | 3                | 1                | 8                | 25               | 83               | 182              | 434              | 373              | 204              | 92               | 22               | 3                | 1430             |
| ----------------------- | ---------------- | ---------------- | ---------------- | ---------------- | ---------------- | ---------------- | ---------------- | ---------------- | ---------------- | ---------------- | ---------------- | ---------------- | ---------------- |
| Джерело: Weatherbase    |                  |                  |                  |                  |                  |                  |                  |                  |                  |                  |                  |                  |                  |

## Економіка

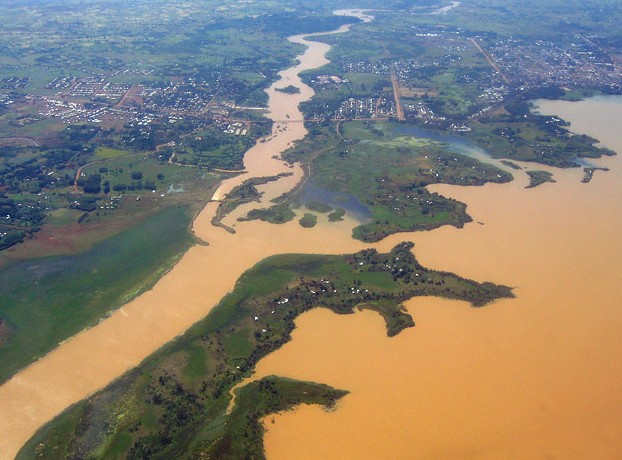
Бахр-Дар. Узбережжя озера Тана. Витік Блакитного Нілу.

У місті є підприємства харчової та текстильної промисловості. Також розвинене ремісниче виробництво. Центр туризму. Берег озера Тана в межах міської межі перетворюється в місце відпочинку. Будуються оглядові майданчики, кафе. При цьому максимально зберігається природна рослинність. У кромки води прокладена пішохідна доріжка довжиною кілька кілометрів, за якою можна пройти від центру міста, до самого витоку Блакитного Нілу.

## Пам'ятки

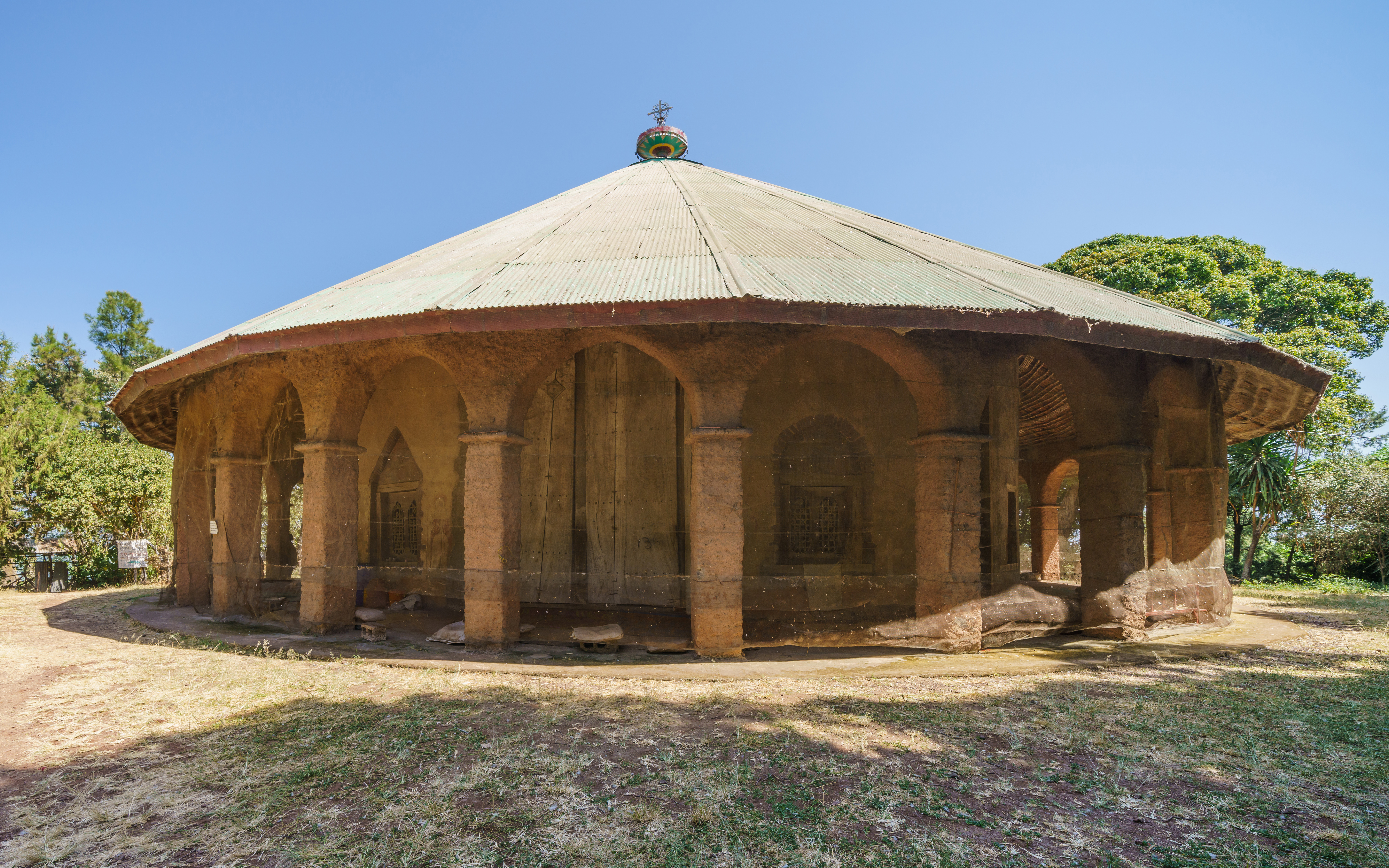
Церква в Бахр-Дарі

Бахр-Дар важливий центр туризму — місцевого та іноземного.
На лівому березі, за межами міста, на пагорбі розташований колишній імператорський палац.
У закруті Нілу, нижче педагогічного інституту і імператорського палацу, можна зустріти бегемотів. Крокодили поблизу міста практично не зустрічаються.
Туристи приїжджають сюди, щоб помилуватися на водоспад Тіс-Іссат і витоками річки Блакитний Ніл.
Водоспад Тіс-Іссат знаходиться неподалік від міста, за 30 км від озера Тана, висота, з якої падає вода — 45 м. У зв'язку з будівництвом ГЕС на річці Блакитний Ніл, водоспад дещо втратив свою колишню силу і красу. На озері Тана розташовано 37 островів, на 20 з яких знаходяться християнські монастирі.

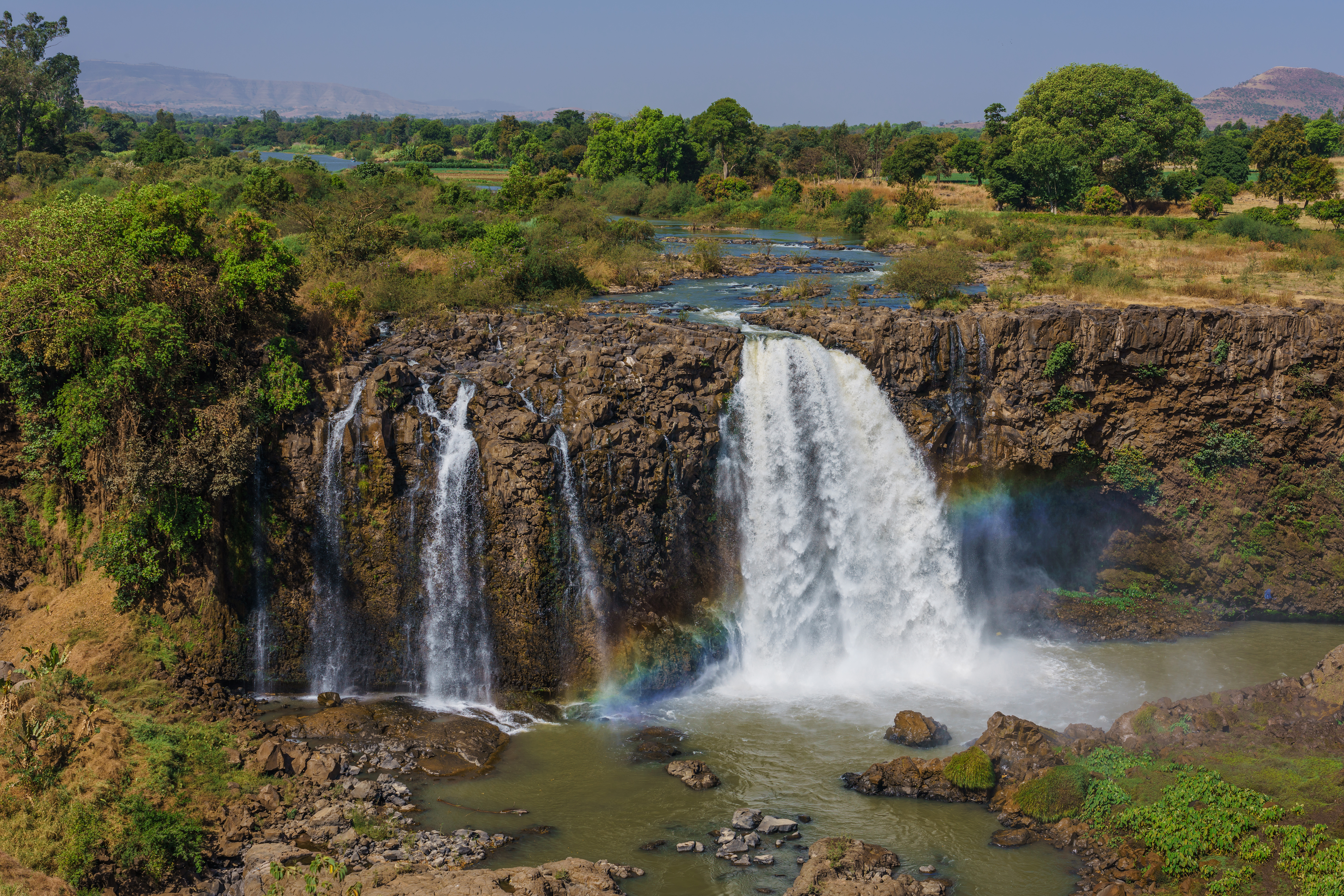
Водоспад Тіс-Іссат

## Транспортне сполучення
Бахр-Дар пов'язаний асфальтовою дорогою з Аддис-Абебою і Гондером. Послуги з перевезення пасажирів рейсовими автобусами та міжміськими маршрутними таксі (мікроавтобуси). Час у дорозі від Аддис-Абеби на маршрутному таксі від 8 до 11 годин.
Внутрішньоміські перевезення — маршрутними таксі і моторикш. Дуже багато велосипедів. Також є аеропорт, куди літають літаки авіакомпанії Ethiopian Airlines.

## Культура
У місті діє кілька ринків, а також щомісячні ярмарки. Є кілька клубів і ресторанів з місцевими стравами.